# Pentatlón moderno en los Juegos Europeos
El pentatlón moderno en los Juegos Europeos se realizó por primera vez en los Juegos Europeos de Cracovia 2023. El evento es organizado por los Comités Olímpicos Europeos, junto con la Unión Internacional de Pentatlón Moderno (UIPM).

## Ediciones
| Núm. | Año  | Sede                 | Instalación          |
| ---- | ---- | -------------------- | -------------------- |
| —    | 2015 | Bakú ( Azerbaiyán)   | No realizado         |
| —    | 2019 | Minsk ( Bielorrusia) | No realizado         |
| I    | 2023 | Cracovia ( Polonia)  | Centro Deportivo AWF |

## Medallero
- Actualizado a Cracovia 2023.

| Núm. | País            | Oro | Plata | Bronce | Total |
| ---- | --------------- | --- | ----- | ------ | ----- |
| 1    | Italia          | 2   | 0     | 1      | 3     |
| 2    | Reino Unido     | 1   | 1     | 2      | 4     |
| 3    | Alemania        | 1   | 0     | 0      | 1     |
| 3    | República Checa | 1   | 0     | 0      | 1     |
| 6    | Hungría         | 0   | 1     | 2      | 3     |
| 7    | España          | 0   | 1     | 0      | 1     |
| 7    | Francia         | 0   | 1     | 0      | 1     |
| 7    | Lituania        | 0   | 1     | 0      | 1     |
|      | TOTAL           | 5   | 5     | 5      | 15    |